# Liste der Monuments historiques in Clavy-Warby
Die Liste der Monuments historiques in Clavy-Warby führt die Monuments historiques in der französischen Gemeinde Clavy-Warby auf.

## Liste der Objekte
| Bezeichnung                | Beschreibung                                                                        | Standort                               | Kennzeichnung | Schutzstatus | Datum | Bild |
| -------------------------- | ----------------------------------------------------------------------------------- | -------------------------------------- | ------------- | ------------ | ----- | ---- |
| Skulptur Heiliger Hubertus | Holz, farbig gefasst, Ende des 18. Jahrhunderts; der zugehörige Hirsch verschwunden | Clavy, in der Kirche Notre-Dame (Lage) | PM08000156    | Classé       | 1963  |      |